# 国境ナイトクルージング
『国境ナイトクルージング』（こっきょうナイトクルージング、原題：燃冬）は、2023年の中国・シンガポール合作映画。

## あらすじ
中国と北朝鮮との国境付近の街、延吉で知り合った三人の若者たち。数日間を共に過ごすうち、凍っていたそれぞれの人生が動き出す。

## 登場人物
ナナ（娜娜）
演 - チョウ・ドンユイ（周冬雨）
河北省出身。延吉で観光ガイドの仕事をしている。
ハオフォン（浩豊）
演 - リウ・ハオラン（劉昊然）
河南省出身。上海で金融関係の仕事をしている。知人の結婚式出席のため延吉を訪れた。
シアオ（韓蕭）
演 - チュー・チューシアオ（屈楚蕭）
四川省出身。延吉のレストランで働いている。

## スタッフ
- 監督、脚本：アンソニー・チェン（陳哲藝）
- 撮影：ユー・ジンピン（余静萍）
- 音楽：キン・レオン（何堅良）